# Atiški koledar
Atiški oziroma starogrški koledar temelji na dobi olimpijad, ki je v uporabi od prvih olimpijskih iger v peloponeškem mestu Olimpija 1. julija 776 pr. n. št. (Glej olimpijska doba).
Atiški koledar je lunisolarni koledar in združuje elemente Sončevega in Luninega koledarja. Vsako leto se je začelo ob ščipu po poletnem sončevem obratu in je bilo razdeljeno na 12 mesecev, ki so se vsi začeli ob ščipu. Imena mesecev so bila:
1. Boedromion
2. Pjanepsion
3. Maimakterion
4. Pozeideon
5. Gamelion
6. Antesterion
7. Elafebolion
8. Mounikion
9. Targelion
10. Skiroforion
11. Hekatombaion
12. Metageitnion

Za stalno razmerje letnih časov so uporabljali interkalacijski mesec. Te mesece, imenovane »drugi Pozeideon«, so sprva vključevali naključno, kasneje pa bolj sistematično v letih Metonovega cikla 3, 5, 8, 11, 13, 16, 19. Datume so šteli z olimpiadami, ki so trajale štiri leta.